# Melanie Rios
Sara Velez Galeano, connue sous le nom de scène Melanie Ríos (née le 8 avril 1991 à Medellín) est une actrice colombienne de films pornographiques.
Melanie Rios commence sa carrière en amateur avec son petit ami. Vite repérée par une grande boîte de production elle est vite surnommée, la délicieuse colombe.

## Filmographie partielle
Le nom du film est suivi du nom de ses partenaires lors des scènes pornographiques.
- 2009 : Best Friends avec Valerie Rios
- 2010 : Lesbian Lipstick Seduction 3: MILF and Teen Edition avec Francesca Le
- 2011 : Lesbian Seductions: Older/Younger 36 avec Francesca Le
- 2012 : We Live Together 24 avec Shyla Jennings et Valerie Rios
- 2013 : Girls On Girls avec Francesca Le
- 2014 : Woman's Touch avec Sara James
- 2015 : Wet Hot Teen Summer
- 2016 : Women Seeking Women 128 avec Prinzzess
- 2017 : Lustful Latinas

### Distinctions
Récompenses
Nominations
- 2011 : XBIZ Award - Best New Starlet
- 2012 : AVN Award - Best Three-Way Sex Scene (G/G/B) – Oil Overload 4
- 2012 : AVN Award - Best Girl/Girl Sex Scene – Lush
- 2013 : XBIZ Award - Best Scene - Spartacus MMXII The Beginning